# Rolf Wilhelm

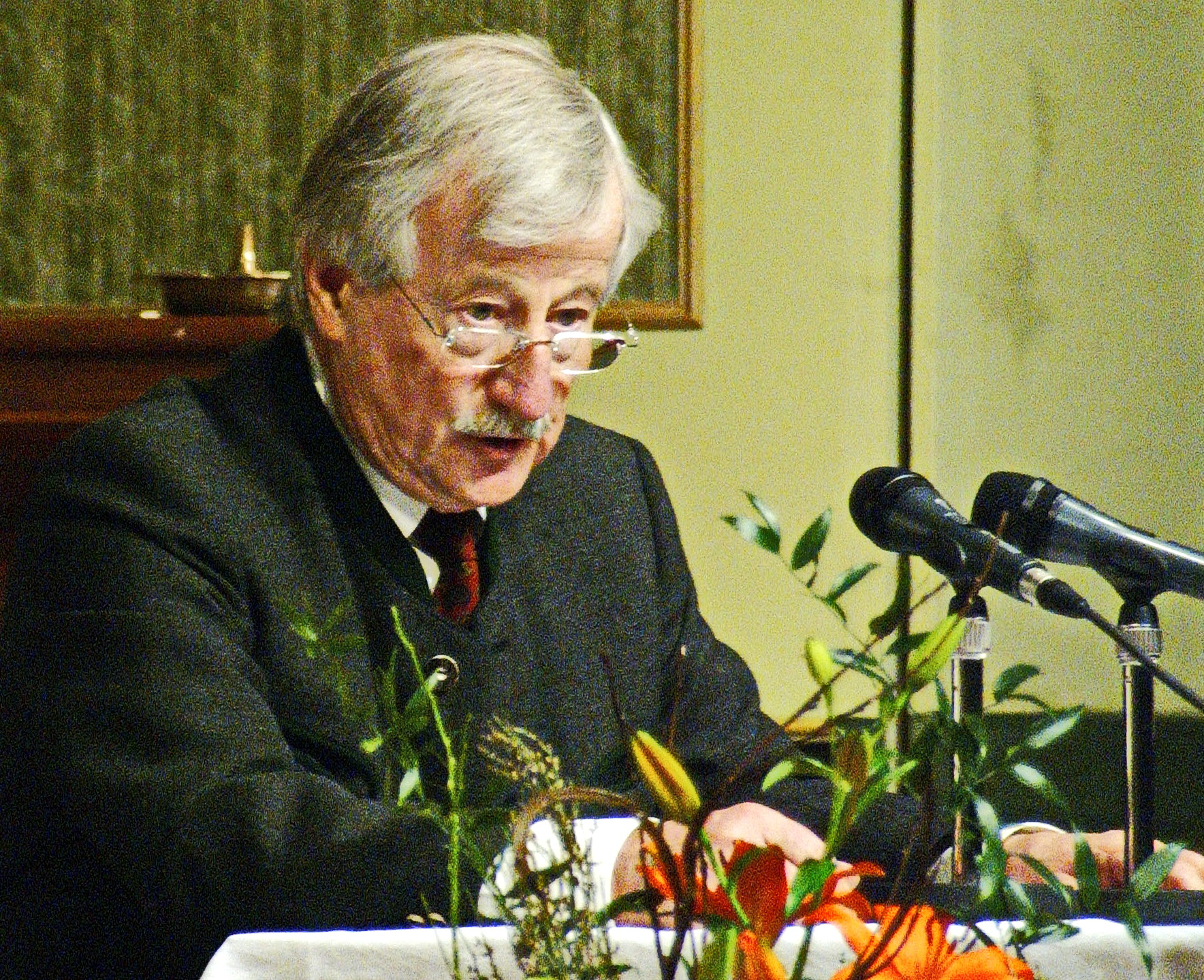
Rolf Wilhelm

Rolf Alexander Wilhelm (München, 23 juni 1927 – Grünwald, 17 januari 2013) was een Duits componist en dirigent.

## Levensloop
Wilhelm kreeg op 7-jarige leeftijd pianolessen. Vanaf 1942 studeerde hij piano bij Grete Hinterhofer en compositie bij Joseph Max aan de Universität für Musik und darstellende Kunst Wien te Wenen. Na de Tweede Wereldoorlog zette hij zijn muziekstudies aan de Hochschule für Musik und Theater in München voort. Hier studeerde hij bij Heinrich Knappe (orkestdirectie), Joseph Haas (compositie) en Hans Rosbaud (meesterklas).
Zijn eerste compositie was voor de Bayerischer Rundfunk de muziek voor een hoorspel "Das Gespenst von Canterville". Ook voor het nog jonge medium televisie componeerde hij muziek voor tekenfilms zoals "Jonas der Angler" (1954) of "Der Kran" (1956). Het volgden een groot aantal werken voor films. Zijn oeuvre omvat muziek voor meer dan 250 hoorspelen, 350 televisieproducties en rond 300 film.

## Composities

### Werken voor orkest
- Fortsetzung folgt (Kriminalroman für Orchester und Fünfschußrevolver)
- Lyrische Suite, voor orkest
- Vier norwegische Tänze, voor orkest
- Wiener Figuren Suite

### Werken voor harmonieorkest
- 1983/1998 Concertino, voor tuba en harmonieorkest
  1. Moderato deciso
  2. Andante lirico
  3. Allegro comodo
- Bavarian Stew
- Circus Capelli - Zirkusmarsch
- Concertino, voor eufonium en harmonieorkest
- Duo concertante voor trompet, eufonium en harmonieorkest
- Marsch Finale aus dem Loriot-Film "Pappa ante portas"
- Schariwari, concertmars
- United Winds - A Concert Ouverture

### Muziektheater

#### Toneelwerken
- Der Sängerkrieg der Heidehasen, zangspel - tekst: James Krüss

### Kamermuziek
- 2000 Festfanfare 2000 - première: 8 juli 2000, Toblach t.g.v. Gustav Mahler Musikwochen 2000 door "Südtiroler Bläserensemble" o.l.v. Valentin Resch
- Fünf Stücke, voor blazersensemble

### Filmmuziek
- 1954 08/15
- 1955 08/15 im Krieg
- 1955 08/15 in der Heimat
- 1957 Streifzug durch eine Stadt (800-jaar feestelijkheden te München)
- 1958 Die grünen Teufel von Monte Cassino
- 1959 Die feuerrote Baronesse
- 1959 Und ewig singen die Wälder
- 1960 Die zornigen jungen Männer
- 1960 Das Erbe von Björndal
- 1961 Via Mala
- 1961 Ruf der Wildgänse
- 1961 Es muß nicht immer Kaviar sein
- 1961 Diesmal muß es Kaviar sein
- 1962 Julia, Du bist zauberhaft
- 1962 Das schwarz-weiß-rote Himmelbett
- 1963 Scotland Yard jagt Dr. Mabuse
- 1964 Kennwort: Reiher
- 1964 Tonio Kröger
- 1964 Lausbubengeschichten
- 1966 Grieche sucht Griechin
- 1966 Onkel Filser – Allerneueste Lausbubengeschichten
- 1966-1967 Die Nibelungen
- 1967 Die Heiden von Kummerow und ihre lustigen Streiche
- 1967-1972 Die Lümmel von der ersten Bank
- 1973 Das fliegende Klassenzimmer
- 1974 Als Mutter streikte
- 1977 Das Schlangenei
- 1980 Aus dem Leben der Marionetten
- 1981 Doktor Faustus
- 1988 Ödipussi
- 1989 Rosamunde
- 1991 Pappa ante Portas